# The Anarchist's Sweetheart
The Anarchist's Sweetheart è un cortometraggio muto del 1908 diretto da Theo Frenkel (come Theo Bouwmeester).

## Trama
Innamorata di un anarchico, una ragazza usa il suo braccio per sbarrare la porta ai soldati che cercano il giovane.

## Produzione
Il film fu prodotto dalla Hepworth.

## Distribuzione
Distribuito dalla Hepworth, il film - un cortometraggio di 114 metri - uscì nelle sale cinematografiche britanniche nel novembre 1908.
Si conoscono pochi dati del film che, prodotto dalla Hepworth, fu distrutto nel 1924 dallo stesso produttore, Cecil M. Hepworth. Fallito, in gravissime difficoltà finanziarie, il produttore pensò in questo modo di poter almeno recuperare il nitrato d'argento della pellicola.